# Gabriel Santos
Gabriel Santos García (Bogotá, 24 de febrero de 1990) es un político y abogado colombiano. Fue Representante a la Cámara por Bogotá, con el Partido Centro Democrático.
Es uno de los cuatro hijos del exvicepresidente de Colombia Francisco Santos, y por lo tanto miembro de la familia Santos, a la que también pertenece el expresidente de Colombia Juan Manuel Santos.

## Biografía
Nació en Bogotá, el 24 de febrero de 1990, en el seno de una importante familia de periodistas y políticos colombianos, y en medio del caos por la guerra que el estado colombiano libraba en contra del Cartel de Medellín, su padre fue secuestrado por el Cartel de Medellín el 19 de septiembre de 1990, cuando Gabriel tenía pocos meses de nacido.  
Francisco Santos fue liberado 8 meses después, el 20 de mayo de 1991. Ante el panorama la familia Santos se exilió en Estados Unidos, donde Gabriel vivió su infancia y se educó. 
En 2000, Santos regresó con su familia a Colombia, pero tuvo que exiliarse en España, por amenazas de las Fuerzas Armadas Revolucionarias de Colombia - Ejército del Pueblo (FARC-EP), ya que el padre de Gabriel era activista contra los numerosos secuestros cometidos por esa guerrilla en esos años.
En España, Gabriel vivió desde 2000 hasta 2002, cuando inició el gobierno de Álvaro Uribe con Francisco Santos como su fórmula vicepresidencial. La familia se radicó definitivamente en el país, ante el cambio de las condiciones para sus miembros. En 2005, se vinculó en las juventudes uribistas y apoyó la candidatura reeleccionista de Uribe y de su padre en la vicepresidencia.
En 2011, Gabriel ingresó a la carrera de Derecho en la Universidad de los Andes, donde actualmente se encuentra culminando sus estudios, dado que ha alternado su carrera con trabajo en varias firmas de abogados expertas en hidrocarburos y asuntos corporativos.
En 2015, Santos acompañó a su padre como jefe de campaña durante sus aspiraciones en la alcaldía de Bogotá, por el Centro Democrático, partido fundado por Uribe en 2012 para hacer oposición al gobierno de Juan Manuel Santos, primo de Francisco. Pese a la derrota de Santos (quien fue vencido por Enrique Peñalosa Londoño), Gabriel fue elegido Representante a la Cámara por Bogotá, para el período 2018-2022.